# Grb Libije
Grb Libije veoma je sličan grbu koji je korišten za vrijeme Federacije Arapskih Republika. Trenutni grb usvojen je nakon raspuštanja Federacije, 1977.
Kao i na zastavi Libije, dominira zelena boja. Ona simbolizira islam, kao i Gaddafijevu zelenu revoluciju.
Ptica na grbu, Sokol Kuariša, amblem je Muhamedovog plemena.